# Ole Kirk Christiansen
Ole Kirk Christiansen (ur. 7 kwietnia 1891 we Filskov, zm. 11 marca 1958 w Billund) – duński producent zabawek, twórca fabryki klocków Lego.

## Życiorys

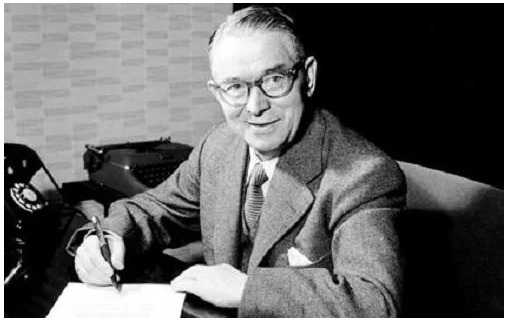
Ole Kirk Christiansen

Ole Kirk Christiansen urodził się w 1891 roku we wsi Fliskov jako dziesiąte dziecko biednych farmerów. Od dzieciństwa pracował w gospodarstwie, następnie zaczął uczyć się zawodu cieśli i zamieszkał w pobliskim Billund, gdzie założył zakład stolarski specjalizujący się w produkcji składanych drabin. Założył też rodzinę i doczekał się czterech synów.
W latach 30. Christiansena dotknął wielki kryzys gospodarczy, a także śmierć żony i pożar warsztatu. Christiansen wystrugał wówczas dzieciom małą, drewnianą kaczkę, by zajęły się czymś i nie myślały o pożarze. Zauważywszy, jak dużą radość sprawiła ona dzieciom, Christiansen zdecydował się na produkcję takiej zabawki i szybko zdobył sobie swoim produktem popularność w okolicy. Wkrótce zaczął planować kolejne zabawki, by nie wypaść z rynku. Przypomniał sobie wówczas zwiedzanie angielskiego zamku i postanowił produkować klocki, z których dzieci mogłyby budować m.in. zamki. W 1934 roku Christiansen zmienił nazwę firmy zabawkarskiej na LEGO.
Na początku lat 40. pracę w firmie podjął najstarszy syn – Godtfred Kirk Christiansen. Przedsiębiorstwo szybko się rozwijało, czego wyrazem był zakup pierwszej w Danii maszyny do odlewów z tworzyw sztucznych i uruchomienie sprzedaży prototypowych zabawek plastikowych w 1947 roku. Początek produkcji klocków do dziś kojarzonych z firmą nastąpił w 1949 roku, a ich konstrukcję ulepszono w roku 1958.
W 1958 roku ulepszone klocki zostały opatentowane i rozpoczęły się pierwsze próby wejścia z ich sprzedażą na rynki zagraniczne. W tym samym roku Ole Kirk Christiansen zmarł na zawał serca, a kierownictwo firmy przejął jego syn Godtfred.
Dwa lata po jego śmierci w fabryce wybuchł pożar, co przyśpieszyło decyzję o zaprzestaniu produkcji zabawek drewnianych. Wkrótce potem opracowano kilkadziesiąt zestawów zabawek z instrukcjami, które zaczęto eksportować m.in. do USA. W 1968 roku uruchomiono w rodzinnym Billund pierwszy Legoland. Kolejnym dyrektorem firmy został wnuk założyciela, Kjeld, a w 2004 roku kierownictwo powierzono osobie z zewnątrz. 70% udziałów w LEGO pozostało w rękach rodziny Christiansen.